# Olivetti Summa 15
La Summa 15 è una addizionatrice meccanica manuale realizzata dalla Olivetti nel 1949.

## Descrizione
È stata progettata da Natale Capellaro per la parte meccanica e Marcello Nizzoli per il design.
La macchina sostituisce la Simplisumma, progettata da Riccardo Levi e Marcello Nizzoli stesso, rispetto alla quale permette anche di effettuare sottrazioni dirette.
Caratteristica innovativa di questa macchina è il meccanismo a quattro vie, il primo vero e proprio joystick, progettato e brevettato proprio da Natale Capellaro.